# Crypsimetalla
Crypsimetalla là một chi bướm đêm thuộc họ Geometridae.